# Sornéville
Sornéville est une commune française située dans le département de Meurthe-et-Moselle en région Grand Est.

## Géographie
Sornéville se situe dans le Grand Est, au sud du département de Meurthe-et-Moselle et au centre de la région Lorraine à 20 kilomètres de Nancy.
Le territoire de la commune est limitrophe de 6 communes.
| Mazerulles             | Moncel-sur-Seille |                   |
|                        | Sornéville        | Bezange-la-Grande |
| Erbéviller-sur-Amezule | Réméréville       | Hoéville          |

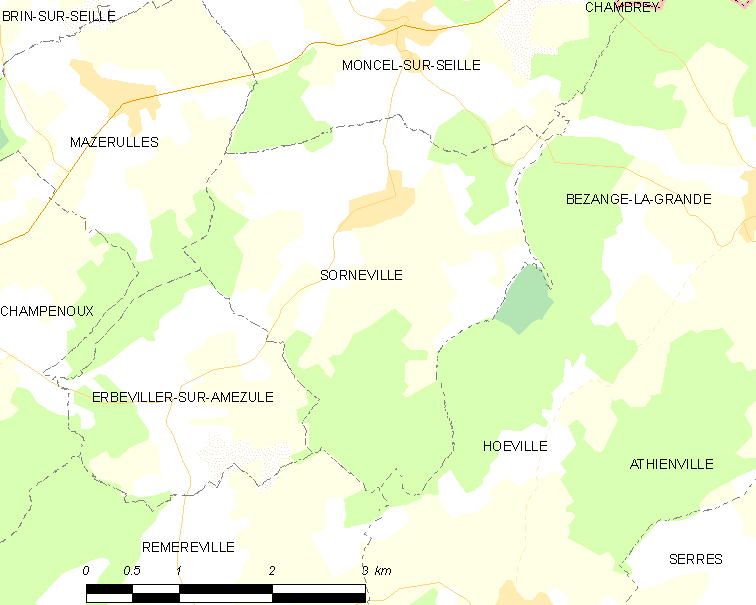
Carte de la commune.
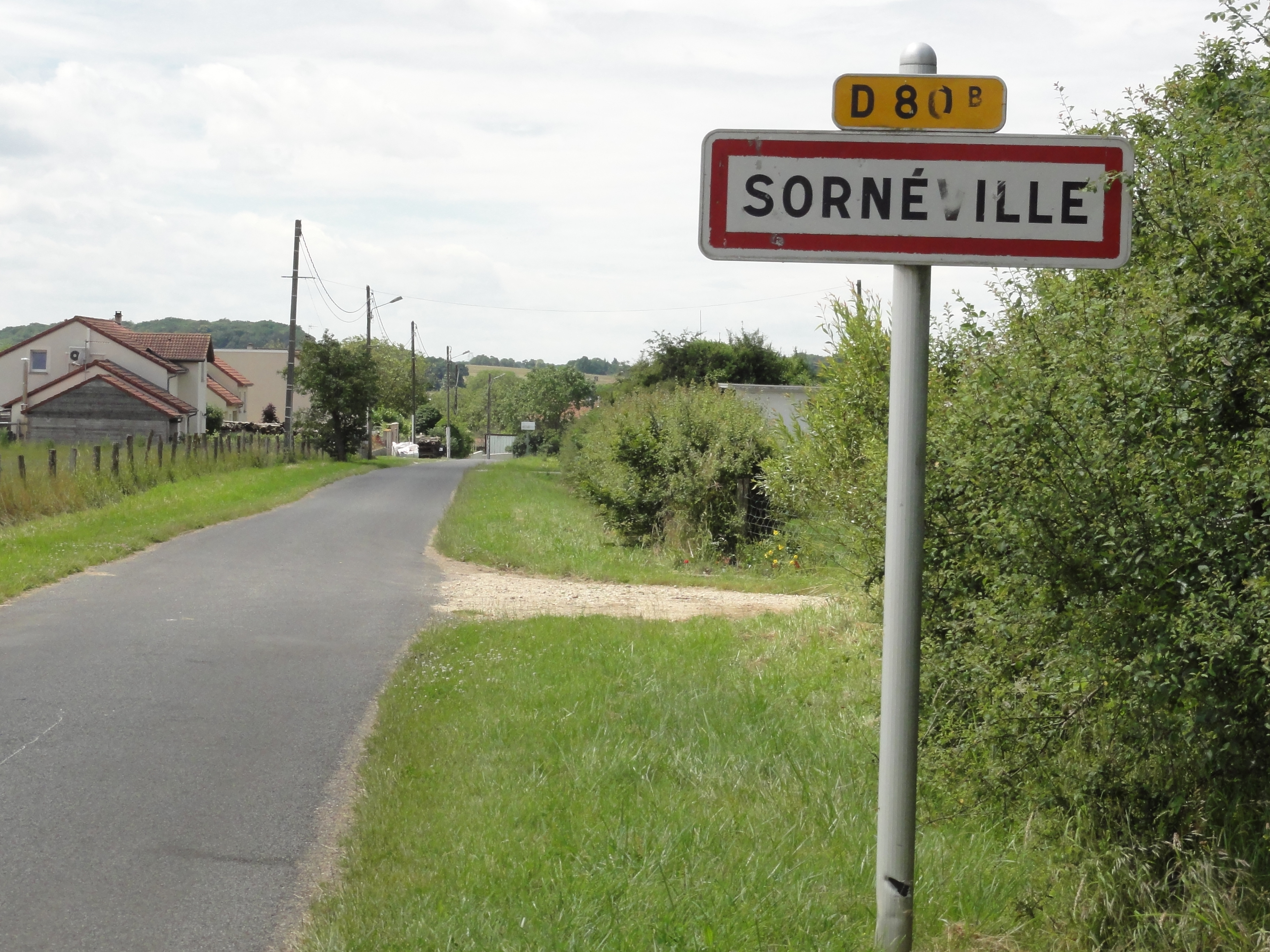
Entrée de Sornéville.

### Hydrographie
La commune est dans le bassin versant du Rhin au sein du bassin Rhin-Meuse. Elle est drainée par la Loutre Noire, le ruisseau des Pres Thiebaut et le Rupt de Geneve,.
La Loutre Noire, d'une longueur de 18 km, prend sa source dans la commune de Réchicourt-la-Petite et se jette  dans la Seille à Moncel-sur-Seille, après avoir traversé sept communes. 

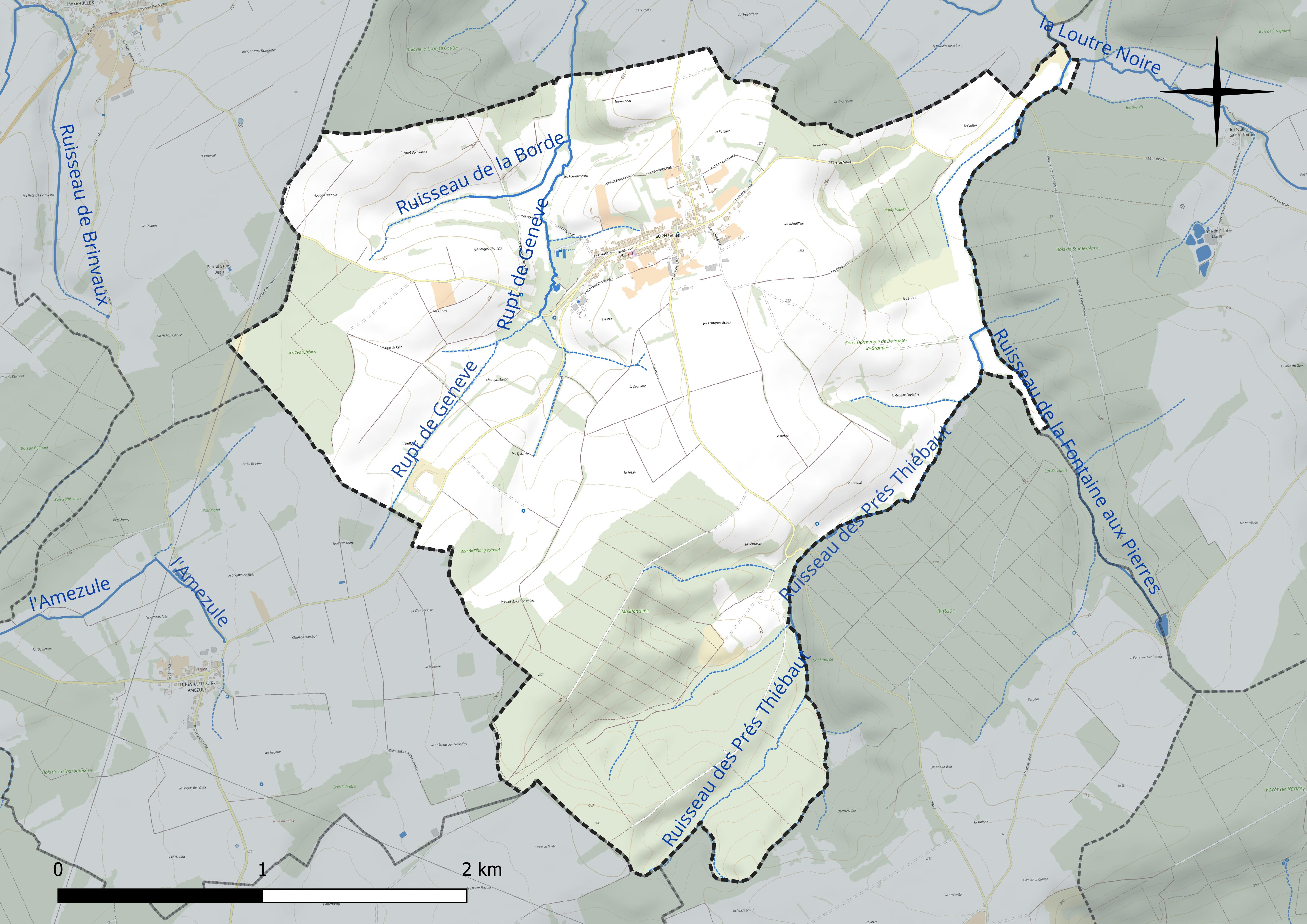
Réseau hydrographique de Sornéville.

### Climat
Pour des articles plus généraux, voir Climat du Grand Est et Climat de Meurthe-et-Moselle.
En 2010, le climat de la commune est de type climat des marges montargnardes, selon une étude du Centre national de la recherche scientifique s'appuyant sur une série de données couvrant la période 1971-2000. En 2020, Météo-France publie une typologie des climats de la France métropolitaine dans laquelle la commune est exposée à un climat semi-continental et est dans la région climatique  Lorraine, plateau de Langres, Morvan, caractérisée par un hiver rude (1,5 °C), des vents modérés et des brouillards fréquents en automne et hiver. 
Pour la période 1971-2000, la température annuelle moyenne est de 9,6 °C, avec une amplitude thermique annuelle de 17 °C. Le cumul annuel moyen de précipitations est de 829 mm, avec 11,7 jours de précipitations en janvier et 9,4 jours en juillet. Pour la période 1991-2020, la température moyenne annuelle observée sur la station météorologique de Météo-France la plus proche, « Nancy-Essey », sur la commune de Tomblaine à 16 km à vol d'oiseau, est de 11,0 °C et le cumul annuel moyen de précipitations est de 746,3 mm. 
La température maximale relevée sur cette station est de 40,1 °C, atteinte le 24 juillet 2019 ; la température minimale est de −24,8 °C, atteinte le 21 février 1956,,. 
Les paramètres climatiques de la commune ont été estimés pour le milieu du siècle (2041-2070) selon différents scénarios d'émission de gaz à effet de serre à partir des nouvelles projections climatiques de référence DRIAS-2020. Ils sont consultables sur un site dédié publié par Météo-France en novembre 2022.

## Urbanisme

### Typologie
Au 1er janvier 2024, Sornéville est catégorisée commune rurale à habitat dispersé, selon la nouvelle grille communale de densité à sept niveaux définie par l'Insee en 2022.
Elle est située hors unité urbaine. Par ailleurs la commune fait partie de l'aire d'attraction de Nancy, dont elle est une commune de la couronne,. Cette aire, qui regroupe 353 communes, est catégorisée dans les aires de 200 000 à moins de 700 000 habitants,.

### Occupation des sols
L'occupation des sols de la commune, telle qu'elle ressort de la base de données européenne d’occupation biophysique des sols Corine Land Cover (CLC), est marquée par l'importance des territoires agricoles (65,8 % en 2018), une proportion identique à celle de 1990 (65,8 %). La répartition détaillée en 2018 est la suivante : terres arables (33,1 %), forêts (31,2 %), prairies (29,8 %), zones urbanisées (3 %), zones agricoles hétérogènes (2,8 %). L'évolution de l’occupation des sols de la commune et de ses infrastructures peut être observée sur les différentes représentations cartographiques du territoire : la carte de Cassini (XVIIIe siècle), la carte d'état-major (1820-1866) et les cartes ou photos aériennes de l'IGN pour la période actuelle (1950 à aujourd'hui).

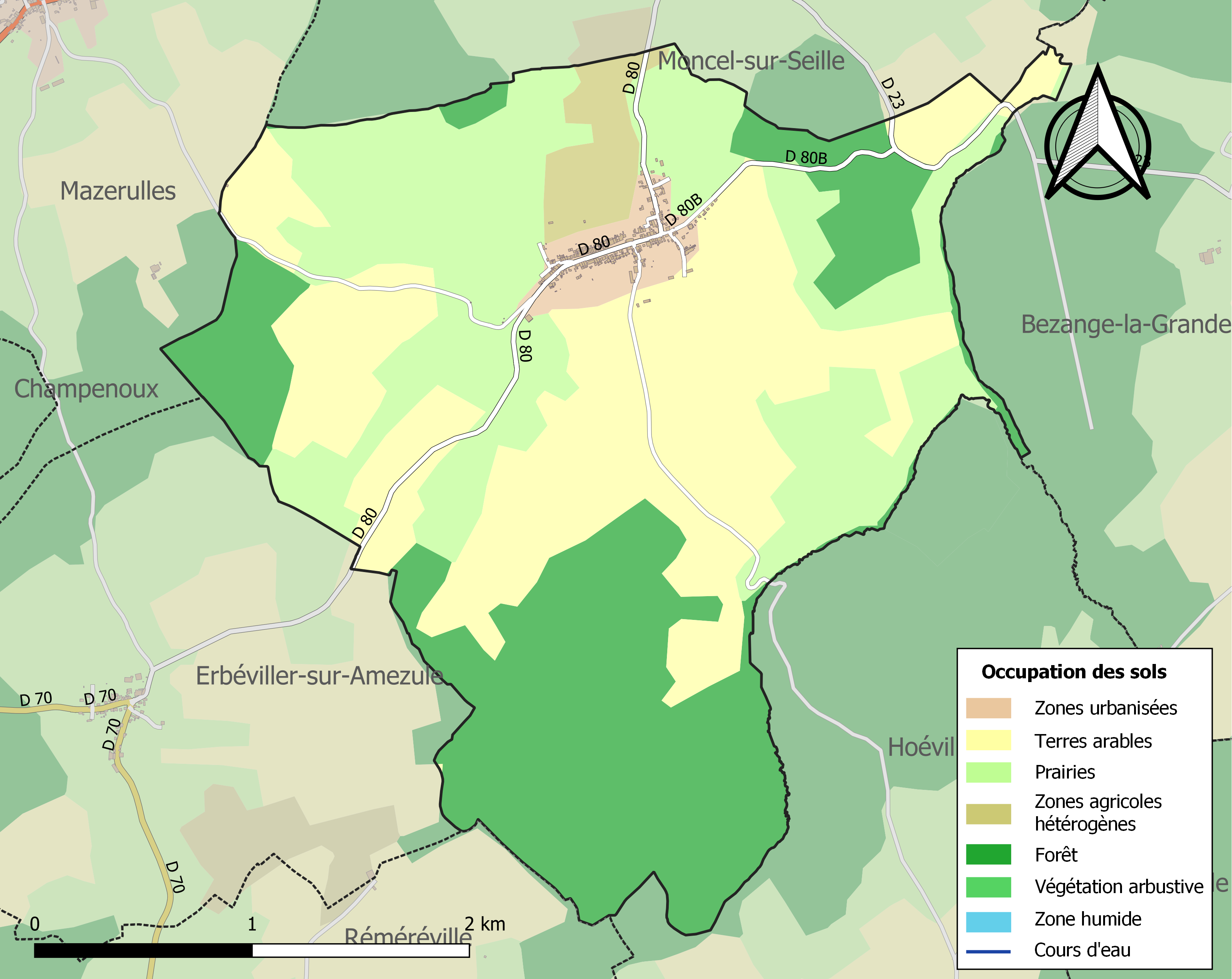
Carte des infrastructures et de l'occupation des sols de la commune en 2018 (CLC).

## Toponymie
Anciennes mentions : Sourneiville en 1284, Soirneville en 1420, Soneville en 1424, Soinneville en 1425, Sonneville en 1477.
En patois lorrain : Sornainville et Sonainville.

## Histoire
Période pré-romaine : silex taillés donnés au Musée lorrain, et lance à douille en bronze trouvés sur le territoire.
Époque romaine : vestiges gallo-romains au lieu-dit Château des Sarrazins. selon l'histoire de Sornéville, le territoire serait traversé par une voie romaine reliant le camp d'Affrique (Messein) à Marsal appelé le Chemin Ferré.
1251 : l'abbé de Saint-Sauveur avait le patronage de la cure de Sornéville.
1492 : le village compte 22 ménages.
1501 : le duc de Lorraine René II concède les droits de haute justice de Moncel et de Sornéville au chapitre de la cathédrale de Metz.
Fin XVIIe : le duc Léopold retire le droit de haute justice au chapitre de la cathédrale de Metz pour le restituer au seigneur châtelain de Sornéville.
1710 : le village ne compte que 51 habitants.
1718 : l'église a pour annexe celle de Moncel-sur-Seille.
1745 : Maître Joseph Thomas remplace le régent d'école, Nicolas Jullier. Il occupa ce poste jusqu'à sa mort en 1758 et sera remplacé par Joseph Willemin. Outre le droit d'écolage qui lui rapportait 90 écus les bonnes années, au moment du pressurage du raisin, il mettait un tonneau dans le local du pressoir banal ; à charge pour les vignerons d'y verser chacun un broc de leur vin (environ 11 litres). Le curé et le seigneur bénéficiaient du même privilège.
Vers 1772 : le chevalier De Beaudoin De Sornéville vend sa terre à Jean-Baptiste-Edme Pernot De Fontenelle qui devient ainsi seigneur haut-justicier de Sornéville.
1776 : on plante pour la première fois des pommes de terre à Sornéville. On appela ces tubercules les salbotes, parce que la semence venait de Salbot, Sarrebourg en patois.
1854 : le choléra réapparaît et fait 13 victimes à Sornéville. On sait cependant que ces chiffres sont à prendre avec circonspection puisque dans plusieurs communes, l'état-civil compte moins de décès que les statistiques sanitaires.
1894, 2 février à 14 heures : adjudication des travaux pour la construction de caniveaux pavés.
1914, le 24 août, Edmond Chatton, curé de Sornéville est arrêté par les Allemands ainsi que le maire et le garde-champêtre. L'occupant accusait la population d'avoir tiré sur une colonne sanitaire.
1920, 26 novembre à 15 heures, adjudication des travaux de déblaiement faisant suite aux dommages de guerre.
Sornéville est une commune de l'ancien canton de Château-Salins. Elle est restée française en 1871 et a été rattachée au canton de Nancy-Est.
Le château fut construit entre 1756-1759 par Henri-Denis Baudouin. Il a été détruit au début de la Grande Guerre en 1914-1918. Sornéville ne possédait plus, à la fin du XVIIe siècle, qu'une simple maison franche. Le village est endommagé en 1914-1918.
À partir de 2022 des dissensions apparaissent au sein du Conseil municipal, empêchant notamment ce dernier d'adopter les budgets de 2022 et 2023. En conséquence, en avril 2025 le Gouvernement dissout le Conseil municipal.

## Politique et administration
| Période                                  | Période    | Identité            | Étiquette | Qualité                                                |
| ---------------------------------------- | ---------- | ------------------- | --------- | ------------------------------------------------------ |
| Les données manquantes sont à compléter. |            |                     |           |                                                        |
| avant 1981                               | ?          | François Madru      |           |                                                        |
| mars 2001                                | mars 2008  | Jean-Pierre Martin  |           |                                                        |
| mars 2008                                | 2011       | Bernard Husson      |           |                                                        |
| 2011                                     | avril 2025 | Yvon Vincent        |           | mandat interrompu par dissolution du conseil municipal |
| 13 juin 2025                             |            | Sylvestre Bonaffini |           |                                                        |

## Démographie
L'évolution du nombre d'habitants est connue à travers les recensements de la population effectués dans la commune depuis 1793. Pour les communes de moins de 10 000 habitants, une enquête de recensement portant sur toute la population est réalisée tous les cinq ans, les populations de référence des années intermédiaires étant quant à elles estimées par interpolation ou extrapolation. Pour la commune, le premier recensement exhaustif entrant dans le cadre du nouveau dispositif a été réalisé en 2008.

En 2022, la commune comptait 327 habitants, en évolution de −2,97 % par rapport à 2016 (Meurthe-et-Moselle : −0,13 %, France hors Mayotte : +2,11 %).
| 1793 | 1800 | 1806 | 1821 | 1831 | 1836 | 1841 | 1846 | 1851 |
| ---- | ---- | ---- | ---- | ---- | ---- | ---- | ---- | ---- |
| 326  | 401  | 443  | 505  | 544  | 525  | 501  | 524  | 526  |

| 1856 | 1861 | 1872 | 1876 | 1881 | 1886 | 1891 | 1896 | 1901 |
| ---- | ---- | ---- | ---- | ---- | ---- | ---- | ---- | ---- |
| 512  | 526  | 527  | 524  | 522  | 483  | 440  | 430  | 411  |

| 1906 | 1911 | 1921 | 1926 | 1931 | 1936 | 1946 | 1954 | 1962 |
| ---- | ---- | ---- | ---- | ---- | ---- | ---- | ---- | ---- |
| 402  | 382  | 315  | 265  | 256  | 275  | 246  | 254  | 225  |

| 1968 | 1975 | 1982 | 1990 | 1999 | 2006 | 2008 | 2013 | 2018 |
| ---- | ---- | ---- | ---- | ---- | ---- | ---- | ---- | ---- |
| 230  | 220  | 224  | 245  | 253  | 316  | 334  | 343  | 319  |

| 2022 | - | - | - | - | - | - | - | - |
| ---- | - | - | - | - | - | - | - | - |
| 327  | - | - | - | - | - | - | - | - |

## Culture locale et patrimoine

### Lieux et monuments
- Église Sainte-Libaire de 1785[31], restaurée après 1918 : clocher à l'impériale. Libaire de Grand est une sainte martyre de Lorraine, décapitée en 362.
- Monument aux morts.
- Au cimetière, carré militaire avec plusieurs tombes françaises et une tombe de la Commonwealth War Graves Commission.
- Un gayoir et plusieurs fontaines.

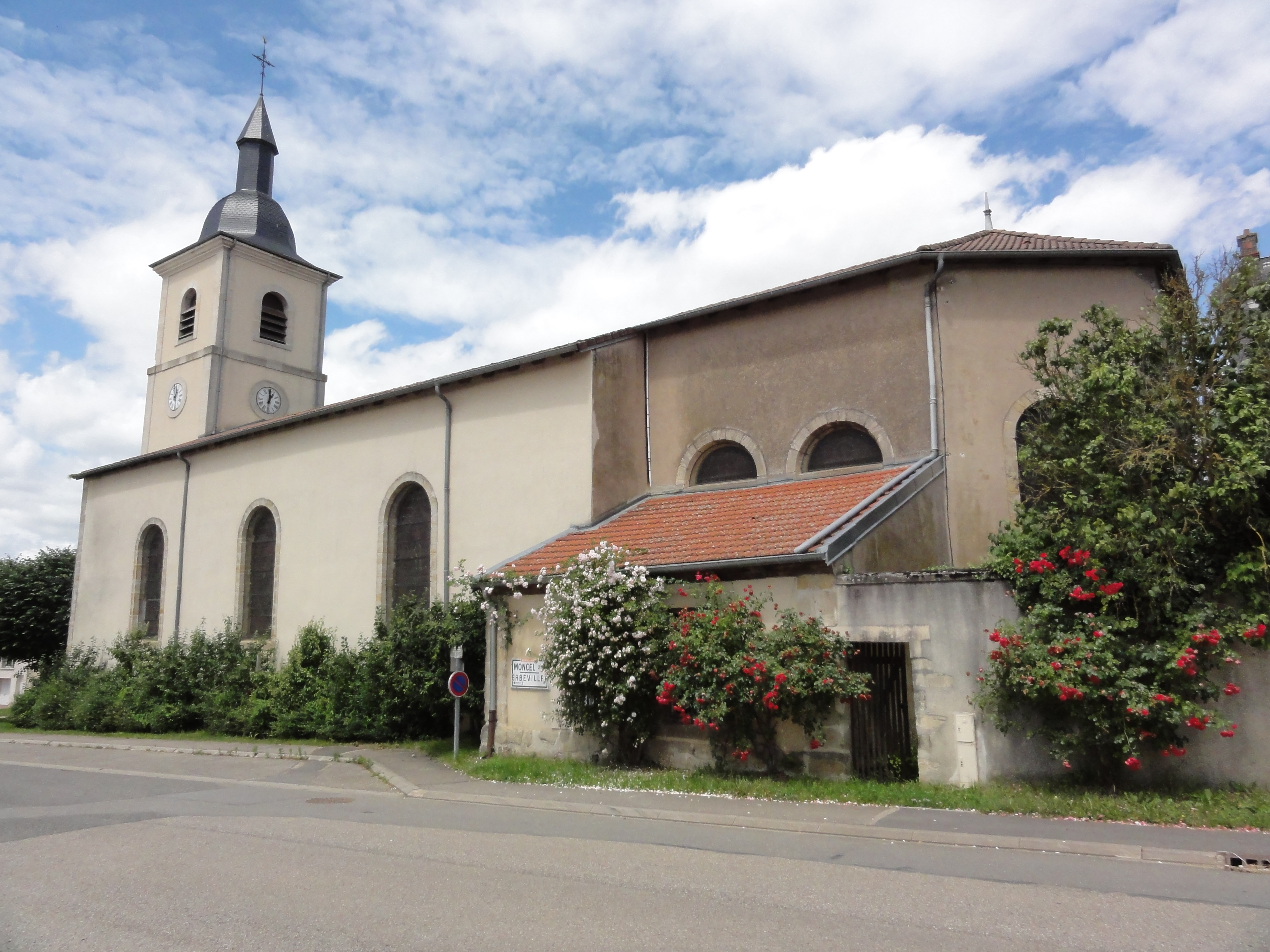
Église Sainte-Libaire.
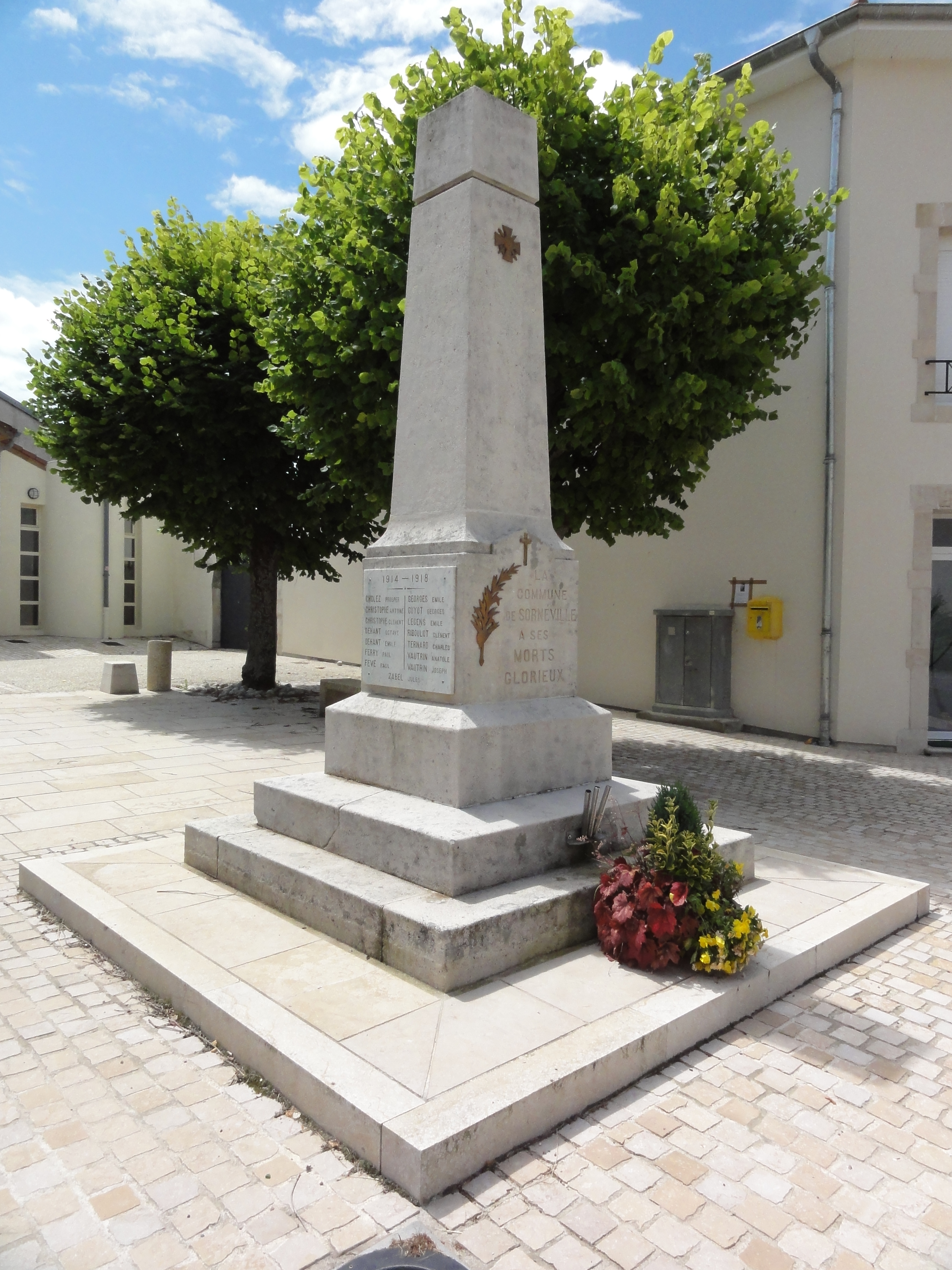
Monument aux morts.
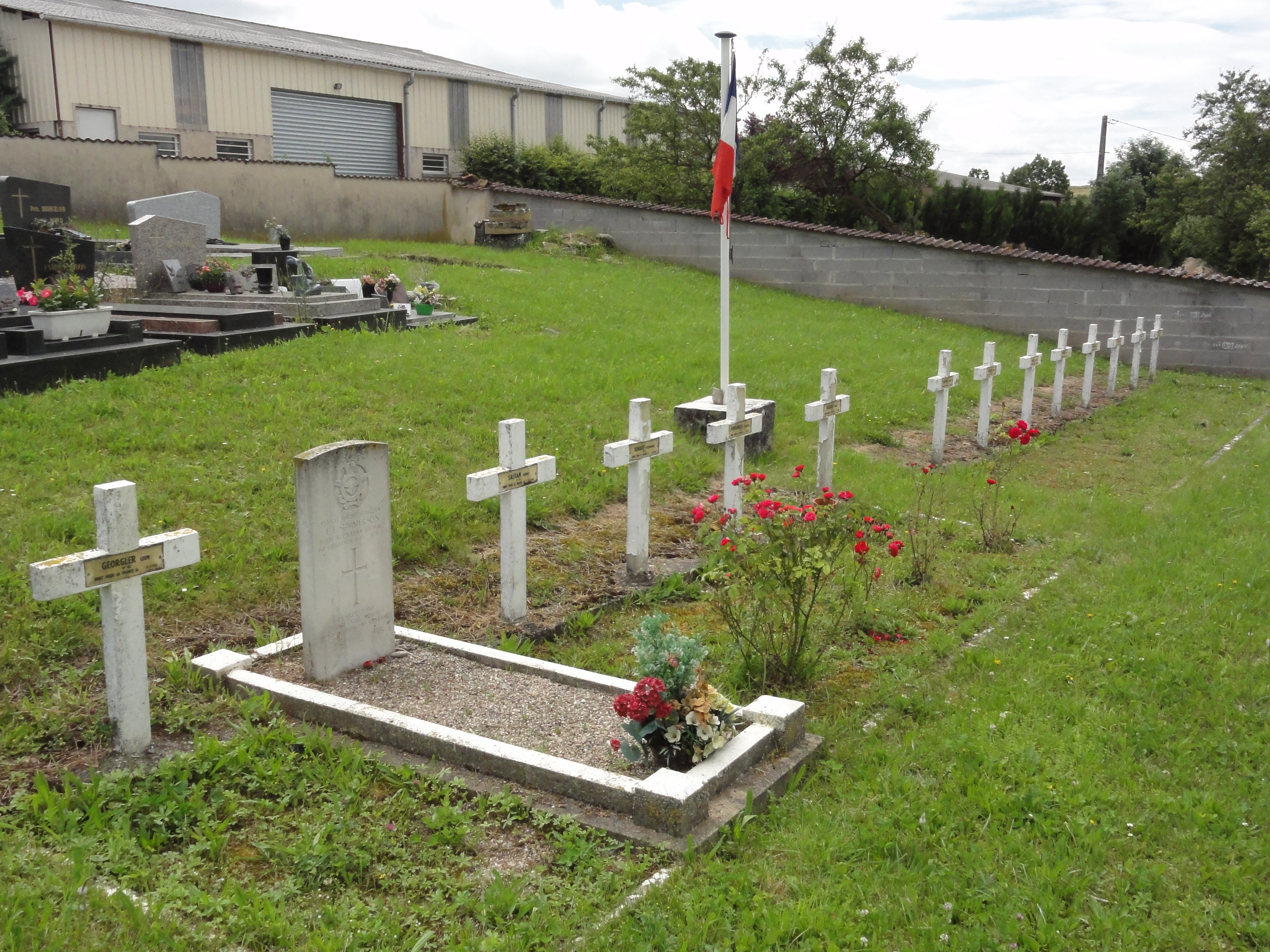
Carré militaire.
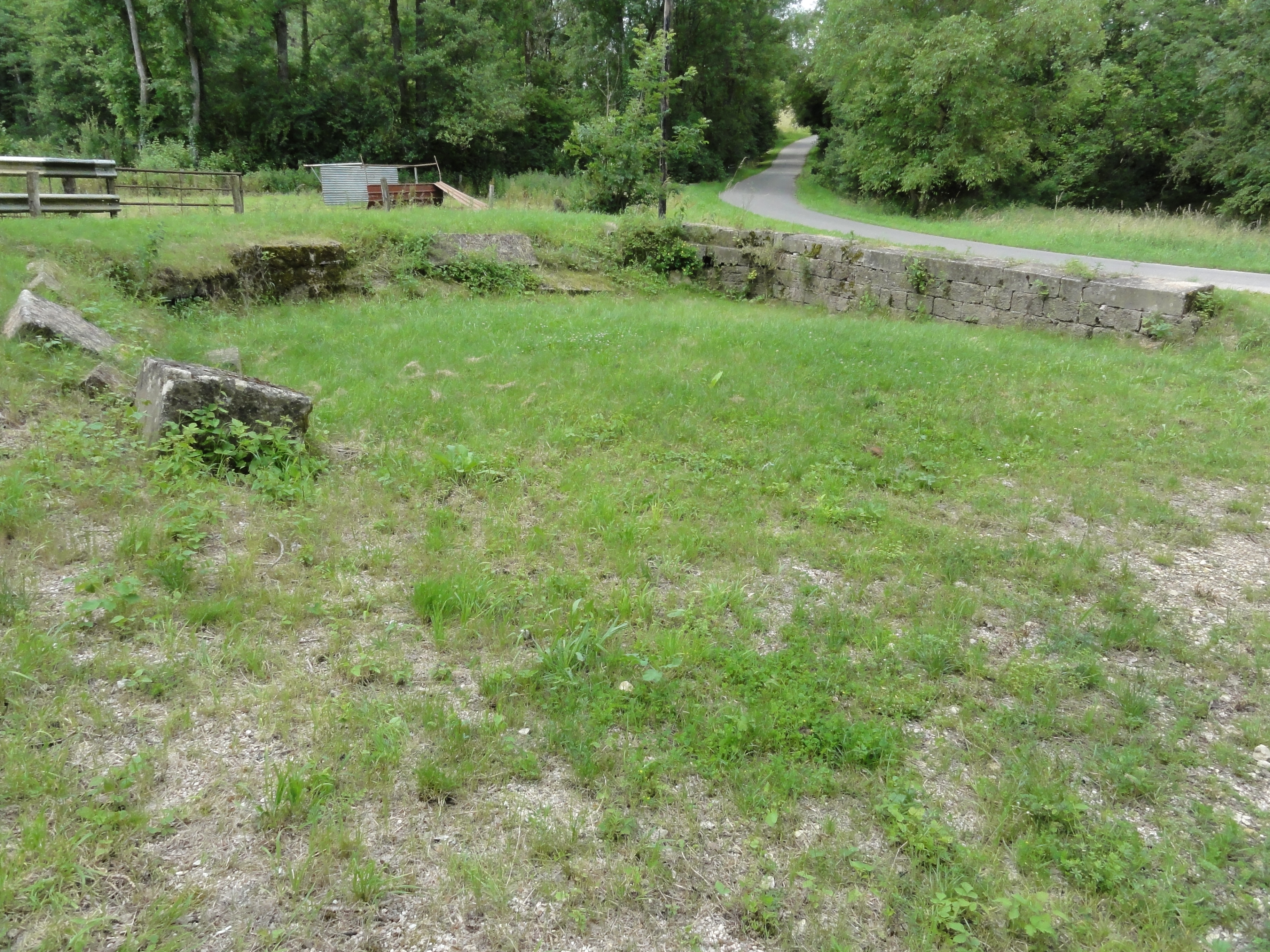
Guéoir.
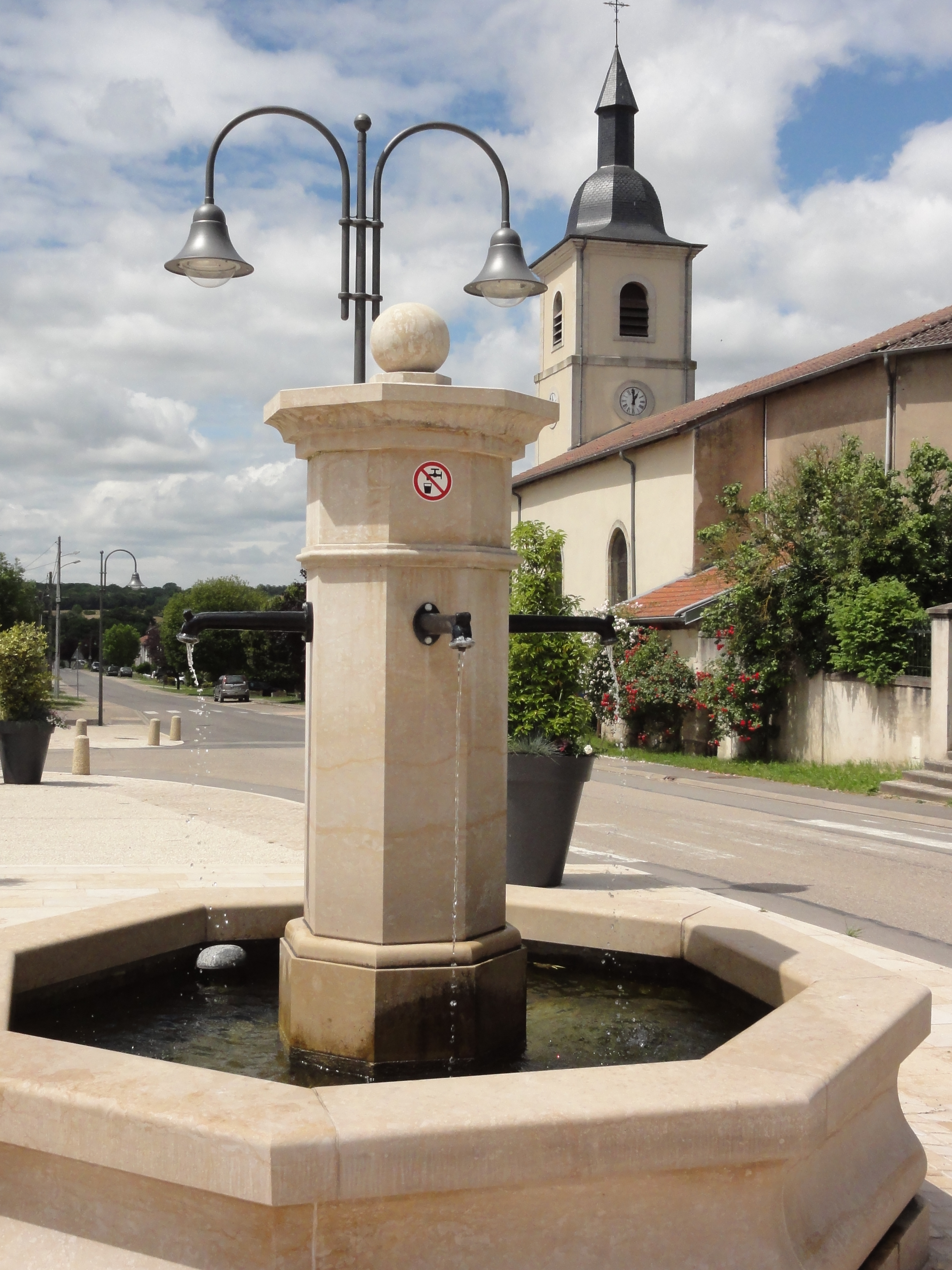
Fontaine.

### Personnalités liées à la commune
Joseph Edmond Chatton né à Buriville le 13 décembre 1858 et décédé le 11 décembre 1924. Il fut curé de Sornéville du 24 novembre 1907 au 10 septembre 1914, date à laquelle il fut arrêté une seconde fois par les Allemands et emmené comme otage civil. Il fut membre de la société d'archéologie lorraine et correspondant de l'Académie Stanislas. Il publia de nombreux articles historiques.

### Héraldique
| Blason de Sornéville | Blason  | De sinople à la fasce d'argent chargée de trois têtes de lion arrachées de gueules, accompagnée en chef de deux étoiles d'or et en pointe de trois besants du même posés 2 et 1. |
| Blason de Sornéville | Détails | Le statut officiel du blason reste à déterminer. |

### Blason populaire
Les habitants étaient surnommés les piaidioux d'Sornainville (les plaideurs de Sornéville), mais il faut comprendre les chicaneurs à cause des fréquentes oppositions qu'ils faisaient à leur seigneur lors de la tenue des plaids annaux. Fait exceptionnel, les décisions de ces plaids se prenaient à l'unanimité. Ceci explique peut-être qu'il fallait beaucoup palabrer pour obtenir cette unanimité.